# 米德哈特帕夏
艾哈迈德·舍菲克·米德哈特帕夏（土耳其語：Ahmed Şefik Midhat Paşa，1822年10月18日—1883年4月26日）是奥斯曼帝国坦志麦特末期的一位高官。出生于君士坦丁堡，父母来自保加利亚北部的鲁塞，信奉拜克塔什教团。他最著名的事迹是1876年的宪法运动以及其所导致的第一次宪政期。米德哈特同时也是当时各省及教育部门管理改革的引领者。 他属于同时代政府官僚中意识到奥斯曼帝国危如累卵的境地并且迫切希望进行改革的人之一。1872年、1876年两度獲任命为大维齐尔。是奥斯曼帝国立宪运动的标志性人物。
历史学家卡洛琳·芬克尔认为米德哈特是坦志麦特精神的代表性人物。他相信通过向人民展现政府的优点可以抑制分离主义趋势的蔓延。当时的英国人则认为，仅基于米德哈特的个人人格魅力，他对改革的狂热是不切实际的。鉴于奥斯曼帝国政府的腐败及社会的割裂，英国人认为他不会成功实现改革。

## 早年
米德哈特在保加利亚洛维奇省维丁度过了他的童年。随后因父亲在法院工作的原因移居至君士坦丁堡。1836年他进入大维齐尔下属书记处工作。1854年受命安抚阿德里安堡地区的民情。1854至1856年间，他成功地打击了巴尔干半岛的强盗势力。1858年，米德哈特花了六个月时间游学于西欧诸国。这期间他还去了维也纳、巴黎、布鲁塞尔及伦敦。

## 尼什、多瑙州以及巴格达
1861年，米德哈特担任尼什地区行政长官。在任期间对奥斯曼帝国行政区划改革在巴尔干地区的实行起到很大作用。1864年至1868年他担任了多瑙州州长。 期间兴办了大量的学校及教育机构。还靠人民自愿的捐助兴建了医院、谷仓、道路及桥梁。 米德哈特与当时的大维齐尔阿里帕夏之间存在矛盾。阿里帕夏为了惩罚他而将他任命为偏远地区巴格达的行政长官。
1869年，米德哈特赴任巴格达。到达当地后，鉴于本地没有任何官方教育机构，他便开办了许多公立学校。为了改革奥斯曼帝国第六军，他还开办了军校。 这些军校对之后的影响很大。比如1900年时，当地的平民预备高中仅有96人入学，而预备军校和军事中学则各有256人及846人在读。
米德哈特将巴格达地区现代化，且恢复了奥斯曼帝国在哈萨绿洲的统治。他还将巴格达地区改革为巴格达州。英帝国伊拉克及印度地方官员亨利·多布斯认为他在巴格达的三年任期是整个奥斯曼帝国历史上该地区最稳定的一段时期。1872年，米德哈特辞去该职位并回到君士坦丁堡。

## 担任大维齐尔
1872年，米德哈特經阿卜杜勒-阿齐兹一世任命为大维齐尔。然而由于财政和经济上与苏丹的矛盾，米德哈特很快又免去了相位。他的任期仅仅持续了两个月。随后，米德哈特于1873年及1875年两度出任司法部长。因他较倾向于立宪制，他在各职位上的任期都很短。1875年至1876年，奥斯曼帝国内外交困，财政紧张。这使米德哈特有机会引入奥斯曼帝国第一部宪法及由其而来的第一次立宪期。
1876年6月15日，奥斯曼帝国军官切尔克斯·哈桑在一次于米德哈特官邸举办的会议上杀害了当时的外交部长拉希德帕夏并以枪击中了战争部长胡赛因·阿夫尼帕夏。这次袭击总共造成了5人死亡，10人受伤。在历史上称为切尔克斯·哈桑事件。
1876年12月19日，米德哈特帕夏接替穆罕默德·鲁西迪帕夏，第二次担任大维齐尔。这次任命他的是阿卜杜勒-哈米德二世。上任后，他许诺继续进行改革。1876年12月23日，米德哈特宣布立宪，并建立代议制议会。奥斯曼帝国进入历史上第一次立宪时期。
在公众得知其改革的内容包括了给予奥斯曼帝国境内非穆斯林人民与穆斯林平等的权利时，他们对宪法的支持度急剧下降。米德哈特帕夏成功使阿卜杜勒-哈米德二世批准了宪法，但苏丹在宪法中加入了臭名昭彰的第113条，赋予其在不经任何法律程序的情况下使一个人从奥斯曼帝国消失的权利。
阿卜杜勒-哈米德实际上对宪政并不热衷。1877年2月5日，米德哈特帕夏遭判流刑。以轮船遣送至意大利布林迪西。米德哈特由此访问了法国、西班牙、奥匈帝国以及英国。途中他写著了一份备忘录，为俄土战争中奥斯曼一方的利益辩护。另外尚有一本为奥斯曼帝国改革发声的小册子。 在米德哈特的名声及英国的压力的双重作用下，阿卜杜勒-哈米德二世最终允许他返回本国。1878年9月26日，米德哈特抵达克里特岛。俄土战争结束后，奥斯曼土耳其大败，阿卜杜勒-哈米德二世取消了宪政并重新开始实行专制制度。
1876年宪法的废止标志着坦志麦特时期所作改革及其理念的衰退。随后奥斯曼帝国民族主义高涨，多次出现针对少数民族及外族的屠杀。国土也进一步缩小。至到1908年青年土耳其党革命废黜了阿卜杜勒-哈米德二世，并建立第二次立宪期才有所好转。

## 叙利亚州州长
1878年11月22日，英国的干预使米德哈特重获叙利亚州州长的高位。1881年8月31日，米德哈特从该职位上下野。任期内，米德哈特努力尝试继续其未完成的改革。在其推行的教育制度改革中，米德哈特设置了教育慈善组织，这些慈善组织由贝鲁特穆斯林名流建立，并在米德哈特的推广下传播到大马士革及其他地区。
在米德哈特的行政管理中，录用了许多阿拉伯人。这些人还担任了包括卡伊马坎、穆塔萨勒夫在内的各种职位。少数群体在他的团队中得到了充分的代表。 他鼓励兴办报业，在他的治下，人们开办了超过十二种报纸。 他也注重道路修葺及维持治安。在本地项目的财政规划上，米德哈特亦向当地士绅咨询。然而米德哈特认为宫廷方面并不对他的改革给予多少支持，于是便请辞了。

## 遇害
1881年5月17日因遭疑為苏丹的刺殺者被捕，以莫须有的罪名處以死刑。在英国的施压下，死刑判决撤回。 米德哈特流放至希贾兹的塔伊夫。 当时土耳其宫廷下令希贾兹的埃米尔将米德哈特以“意外事故”的形式杀害，然而这位埃米尔是米德哈特的好友，于是并没有听从命令。最终希贾兹总督包围了埃米尔在塔伊夫的避暑官邸。米德哈特随后在监狱中遭到暗杀。时为1883年4月26日。